# Alejandra (telenovela)
Alejandra es una telenovela venezolana realizada por la cadena televisiva RCTV y protagonizada por María Conchita Alonso y Jorge Schubert, con las participaciones antagónicas de Cecilia Villarreal, Oswaldo Mago y María Noel Genovese y las actuaciones estelares de Raúl Xiqués, Loly Sánchez y Ana Castell en 1994. Fue distribuida internacionalmente por RCTV Internacional y su productora asociada Coral Pictures C.A. Está entre las telenovelas más exitosas de esta cadena televisiva en el mundo, emitida con buenos niveles de audiencia en el país.

## Trama
Alejandra Martínez es una bella e inteligente mujer que ha dedicado su vida a la Medicina para superar su atormentado y humilde origen y demostrarse a sí misma y a aquellos que la rodean que puede contribuir a la sociedad sin tener hijos. Alejandra considera que los hijos son una carga y una fuente de obstáculos, como le pasó a su madre, Caridad Martínez, que tuvo cinco hijos de hombres distintos creyendo que un hombre podría salvarla de la soledad, pero todos la abandonaron a su suerte. 
Después de un año de pasantías médicas y trabajo social en áreas rurales de su país, Alejandra regresa al vecindario de su familia, de clase trabajadora, en la zona oeste de Caracas. Consigue trabajo en el hospital local, donde se enfrentará al director, el afamado cirujano Alejandro Antúnez, al que le revela que es su hija ilegítima. Pero Alejandra está determinada a probarle que ella no lo necesita para triunfar en la vida. 
La presencia de Alejandra causa un gran impacto en la vida del doctor Antúnez; la hija que había olvidado es ahora una doctora inteligente y capaz que le hace sentir muy orgulloso. Todos respetan a la joven doctora excepto Luis José Báez, un brillante y joven interno recién llegado de Argentina, conocido por ser tan machista como mujeriego. 
La atracción entre Alejandra y Luis José se verá oculta por los constantes conflictos que tienen, pero surgirá el amor entre ellos. Alejandra, sin embargo, a pesar de sus aprensiones, queda embarazada, con lo que se repite la historia de su madre.
Mireya, la esposa de Luis José, llega a Caracas desde Buenos Aires para recuperar a su marido y descubre este idilio que hace terminar. Obsesionada por el temor de perder a Luis José debido a que es mucho mayor que él, ha pasado muchos años jugando con sus sentimientos, haciéndole creer que él fue el culpable de la pérdida del hijo de ambos, cuando en realidad fue ella misma la que se provocó un aborto (del que quedó estéril) para no dañar su figura. 
Al saber que Alejandra espera un hijo de su marido, Mireya busca alguna manera de eliminarla. Para ello, consigue el apoyo de Morela, la egoísta y prepotente esposa de Alejandro Antúnez; esta siempre supo de la existencia de Alejandra, pero siempre se lo ocultó a su marido para que no descuidara a Alicia, su hija legítima, una chiquilla reprimida que termina cayendo en el alcoholismo.

## Elenco
- María Conchita Alonso: Alejandra Martínez
- Jorge Schubert: Luis José Báez
- María Noel Genovese: Mireya De Báez
- Ana Castell: Caridad Martínez
- Raúl Xiquéz: Alejandro Antúnez
- Loly Sánchez: Rosalba Martínez
- Eduardo Gadea Pérez: Diógenes
- Esperanza Magaz:Rosario
- Fernando Flores (†)
- Cecilia Villarreal: Morela de Antúnez
- Félix Loreto: Porfirio
- Alicia Plaza: Ileana
- Manuel Escolano: Alfredo
- Rosario Prieto: María de Bustamante
- Marcos Campos
- Erika Medina: Alicia Antúnez
- Iván Tamayo: Carlos Alberto Medina
- Flor Elena González: Domitila Fonseca
- Oswaldo Mago: Víctor Acuña
- Franchesca Términi: Luly
- Juan Carlos Láres: Chamito
- Nelson Bustamante: Nelson Bustamante
- Reina Hinojosa: Gisela
- Enrique Ibáñez
- Angélica Herrera: Belén Martínez
- Ricardo Bianchi: Raúl Herrera
- Rafael Romero: Chucho Martínez
- Antonio Machuca: Tulipán
- Haydi Velázquez: Arelis Bustamante de Medina
- Laura Términi: Niurka
- Lourdes Medrano: Fina
- Tania Sarabia: Isabel
- Nancy Soto
- Lucía Sanoja
- Rolando Padilla
- Zuleima González
- Milagro Alvarado
- Zuleima Matheus
- José Rubens
- Lesbis Mendoza
- José Méndez
- Jeannette González
- Alexandra De Din
- Yugüe López
- Raimundo Rondón
- Moisés Correa
- Julcris Silva

## Versiones
- Rafaela telenovela realizada por Venevisión en el año de 1977, bajo la producción de José E. Crousillat y protagonizada por Chelo Rodríguez y el paraguayo Arnaldo André.

- Roberta telenovela realizada por RCTV en 1986, protagonizada por Tatiana Capote y Henry Zakka. Tuvo muy buena sintonía en los Estados Unidos y consiguió ganar el premio ACE a la mejor telenovela extranjera en 1987.

- Rafaela, telenovela realizada por Televisa en el año 2011 bajo la producción de Nathalie Lartilleux, y protagonizada por la venezolana Scarlet Ortiz y el mexicano Jorge Poza.

- Datos: Q5664639